# Tom Slingsby
Thomas David Slingsby (conocido como Tom Slingsby; Sídney, 5 de septiembre de 1984) es un deportista australiano que compite en vela en la clase Laser y en SailGP.
Participó en dos Juegos Olímpicos de Verano, en los años 2008 y 2012, obteniendo una medalla de oro en Londres 2012, en la clase Laser. Ganó seis medallas en el Campeonato Mundial de Laser entre los años 2006 y 2012. Además, obtuvo una medalla de bronce en el Campeonato Mundial de Laser Radial de 2004.
Ganó la Copa América en 2013 como estratega del equipo Oracle USA. Fue campeón en las tres primeras ediciones de SailGP, como patrón del equipo de Australia.
En 2010 fue nombrado Regatista Mundial del Año por la ISAF. En 2014 fue condecorado con la Medalla de la Orden de Australia (OAM).

## Palmarés internacional
| Juegos Olímpicos   | Juegos Olímpicos           | Juegos Olímpicos | Juegos Olímpicos |
| Año                | Lugar                      | Medalla          | Clase            |
| ------------------ | -------------------------- | ---------------- | ---------------- |
| 2012               | Londres (Reino Unido)      | Medalla de oro   | Laser            |
| Campeonato Mundial |                            |                  |                  |
| Año                | Lugar                      | Medalla          | Clase            |
| 2006               | Jeju (Corea del Sur)       | Medalla de plata | Laser            |
| 2007               | Cascaes (Portugal)         | Medalla de oro   | Laser            |
| 2008               | Terrigal (Australia)       | Medalla de oro   | Laser            |
| 2010               | Isla Hayling (Reino Unido) | Medalla de oro   | Laser            |
| 2011               | Perth (Australia)          | Medalla de oro   | Laser            |
| 2012               | Boltenhagen (Alemania)     | Medalla de oro   | Laser            |

| Campeonato Mundial | Campeonato Mundial   | Campeonato Mundial | Campeonato Mundial |
| Año                | Lugar                | Medalla            | Clase              |
| ------------------ | -------------------- | ------------------ | ------------------ |
| 2004               | Brisbane (Australia) | Medalla de bronce  | Laser Radial       |